# Hiladora hidráulica

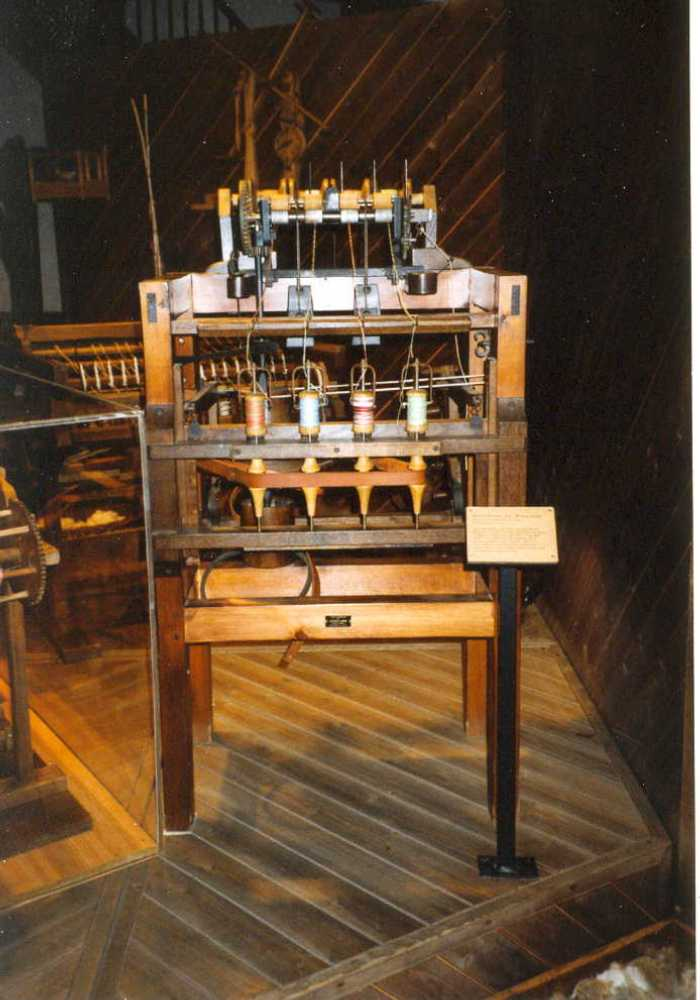
Modelo de una máquina hidráulica de hilatura, conservada en el Museo de los Orígenes de la Industrialización de Wuppertal

Una hiladora hidráulica es un tipo de máquina hiladora impulsada por una rueda hidráulica. Desarrollada en Gran Bretaña durante las primeras etapas de la Revolución Industrial por Richard Arkwright (1732-1792), consistía en un bastidor que permitía accionar simultáneamente hasta 128 mecanismos de hilado, incrementando sustancialmente la producción y la calidad del hilo fabricado industrialmente.
El nombre original en inglés de esta máquina es "water frame".

## Historia
Con carácter general, precedentes de estas máquinas se conocen desde los tiempos del antiguo Egipto. Richard Arkwright, quien patentó la tecnología en 1769, diseñó un modelo para la producción simultánea de múltiples hilos de algodón, máquina que se usó por primera vez en 1765. La hiladora de Arkwright podía trabajar con 128 hilos a la vez, con más facilidad y rapidez que nunca hasta entonces. El diseño se basó en parte en una máquina de hilar construida para Thomas Highs por el fabricante de relojes John Kay, quien fue contratado por Arkwright. El uso de la energía hidráulica permitió producir un hilo más fuerte y más duro que la famosa "hiladora Jenny", e impulsó la implantación de las modernas fábricas de tejidos.
Otra máquina de hilar accionada por agua para la producción de textiles fue desarrollada en 1760, en la antigua ciudad industrializada de Elberfeld, Prusia (ahora en Wuppertal, Alemania), por el propietario alemán de la planta de blanqueo de hilo, Johann Heinrich Bockmühl.
El bastidor que conforma la máquina se deriva del uso de una rueda hidráulica para accionar varios dispositivos giratorios. La rueda permitía disponer de más potencia al bastidor giratorio que los operarios humanos, reduciendo la cantidad de trabajo manual necesario y aumentando drásticamente el número de husillos. Sin embargo, a diferencia de la hiladora Jenny, las primitivas hiladoras hidráulicas solo podían girar un único hilo cada vez, hasta que Samuel Compton combinara los dos inventos en su mula de hilar en 1779. 
Inicialmente, esta máquina fue impulsada por caballos de tiro en una fábrica construida por Arkwright y sus socios en Nottingham. En 1770, construyeron una fábrica impulsada por una rueda hidráulica en Cromford, Derbyshire.

## Cromford
En 1771, Arkwright instaló la hiladora en Cromford Mill, Derbyshire, en el río Derwent, creando una de las primeras fábricas que fue construida específicamente para albergar maquinaria, en vez de simplemente reunir a los trabajadores. Fue uno de los primeros centros de trabajo en los que la jornada laboral era determinada por el reloj en lugar de las horas de luz del día; de personas empleadas en lugar de simplemente contratadas. En su forma final, combinada con su máquina de cardado, fue la primera fábrica en utilizar un proceso continuo, desde la materia prima hasta el producto terminado con una serie de operaciones sucesivas.
Arkwright jugó un papel importante en el desarrollo del sistema fabril, al combinar la energía del agua con su hiladora, y la producción continua con prácticas modernas de empleo. La hiladora hidráulica jugó un papel importante en el desarrollo de la Revolución Industrial.